# Literacy for the Américas
Literacy for the Américas fue un programa educativo audiovisual implementado en México y otros países hispanoamericanos en 1942 por la Oficina de Asuntos Interamericanos en coordinación con la Secretaría de Educación Pública, a través de Eulalia Guzmán.
El programa contó con la participación de Walt Disney, que dirigió cuatro largometrajes con fines pedagógicos, sin embargo concluyó en 1944 ante las críticas de Guzmán de que «las películas resultantes eran una evidencia de condescendencia e ignorancia de Estados Unidos hacia sus colaboradores y audiencia latinoamericanos».